# Цитруллин
Цитруллин — непротеиногенная α-аминокислота. Название происходит от лат. citrullus, родового наименования арбуза, из которого он был выделен впервые.
Установлено, что цитруллин, который долгое время считали промежуточным продуктом щелочной деградации аргинина в орнитин, входит в состав белка клеток сердцевины волос млекопитающих  и игл дикобраза.
Цитруллин является промежуточным веществом в орнитиновом цикле, необходимом для превращения аминогрупп и аммиака в мочевину. 

## Применение
МНН цитрулин

### Лекарственные средства
У больных ревматоидным артритом часто (не менее 50 %) встречается аутоиммунная реакция против белков, содержащих цитруллин. Хотя происхождение этого ответа неясно, определение в крови соответствующих аутоантител стало важным  методом для диагностики ревматоидного артрита.
- Стимол (патентованное название)

### Спортивное питание
Считается, что L-Цитруллин «обеспечивает естественную выработку организмом аргинина начиная со второго часа после приема и в течение последующих 20 часов. L-Цитруллин также выводит молочную кислоту и аммиак, восстанавливает запасы АТФ и креатинфосфата после тренировок».